# Паљијари Ђентили (Кјети)
Паљијари Ђентили (итал. Pagliari Gentili) је насеље у Италији у округу Кјети, региону Абруцо.
Према процени из 2011. у насељу је живело 12 становника. Насеље се налази на надморској висини од 284 м.